# Frank Lenz (ciclista)
Frank George Reinhart Schritz o Frank Lenz (Filadelfia, 15 de febrero de 1867 - Erzurum, 4 de mayo de 1894) fue un ciclista y aventurero estadounidense que desapareció en algún lugar cerca de Erzurum, Turquía en mayo de 1894, durante un intento de dar la vuelta al mundo en bicicleta.

## Primeros años
Frank Lenz nació en 1867 en Filadelfia, hijo de Adam Reinhart (1845-1868) y de Anna Maria Schritz (1841-1923), inmigrantes de Malsch, Alemania. Su padre murió mientras Frank todavía era un niño, y Anna Maria se mudó a Pittsburgh. Cuando Frank tenía seis años, su madre se casó con William Lenz (1845-1906), otro inmigrante alemán.
A la edad de 17 años, comenzó a montar en bicicleta, se unió al Club Ciclista de Allegheny y comenzó a explorar las carreteras de Pensilvania. Pronto realizó viajes más largos, montando en su bicicleta hasta Nueva York, San Luis, Nueva Orleans y Chicago. También era aficionado a la fotografía, tomando imágenes de sus viajes en bicicleta.

## Viaje por el mundo
En 1892, Lenz decidió que su trabajo como contador era demasiado mundano, por lo que renunció para perseguir su pasión por el ciclismo. No mucho después, se embarcó en su gira mundial de ciclismo con la intención de dar la vuelta al mundo en bicicleta después de inspirarse en Thomas Stevens, la primera persona en hacerlo, que había completado su primera circunnavegación del globo en su biciclo en 1887.
Este viaje no solo le proporcionaría la aventura deseada, sino que Lenz creía que ayudaría a promover la nueva "bicicleta de seguridad" (un invento similar a las bicicletas modernas con neumáticos) durante una era en la que la fascinación por el ciclismo estaba creciendo rápidamente.
Fue contratado por la revista Outing (para la que Stevens había trabajado) con el propósito de publicar crónicas y fotografías de su viaje, y partió del puente de la calle Smithfield de Pittsburgh en una bicicleta Victory el 15 de mayo de 1892 ante 800 espectadores.
Se dirigió primero a Washington D. C. y a Nueva York, luego viajó al oeste a través de Estados Unidos y parte de Canadá, alcanzando San Francisco el 20 de octubre.
De San Francisco navegó a Japón, donde pedaleó de Yokohama a Nagasaki antes de cruzar a China. Tras haber viajado sin problemas a través de Japón, etapa de su periplo que elogió en sus informes, China demostró ser la etapa más dura de su viaje. Japón por aquel entonces tenía buenos caminos, pero las carreteras en China estaban en muy malas condiciones, especialmente en invierno, y los lugareños a menudo eran hostiles o temerosos. Se formaron turbas rebeldes por la presencia de Lenz, le arrojaron piedras y en un ataque perdió parte de una oreja. Lenz viajó de noche después de eso. Había previsto cruzar China en tres meses, pero le costó seis, y se sintió muy feliz cuando llegó a Birmania, parte del Imperio Británico.
La jungla de Birmania resultó ser otro obstáculo difícil, con fuertes lluvias y caminos casi intransitables, y también contrajo la malaria allí. Al llegar a Rangún, le resultó imposible realizar en bicicleta en la siguiente etapa de su viaje, y cruzó en barco a Calcuta. A principios de octubre de 1893 dejó Calcuta y pasó el mes siguiente camino de Lahore.
Desde Lahore, decidió viajar hacia el sur hasta Karachi, y luego tomó un barco de vapor hasta Bushire en Persia, a la que llegó después de 800 millas de miserable viaje por el desierto y un viaje en barco a vapor de 600 millas, cuando el reportaje de Lenz quedó en silencio, dirigiéndose hacia el norte hasta Teherán desde allí. Encontró Teherán como un lugar encantador, del que no quería irse, pero partió hacia Tabriz en abril de 1894, con la esperanza de llegar a Estambul antes de la llegada del calor del verano.
A principios de mayo de 1894, casi dos años después de su partida de Pittsburgh, Su última carta, enviada a la revista Outing el 2 de mayo de 1894, declaró que partió de Tabriz en la siguiente etapa de su viaje, con Erzurum como su próximo objetivo. Nunca se supo más de él.

## Búsqueda
Cuando no se supo nada de Lenz durante el verano, su familia comenzó a preocuparse de que algo podría haberle sucedido. El imperio otomano estaba en este momento pasando por un período de agitación, en pleno período de las masacres hamidianas que costaron la vida a decenas de miles de armenios. Era difícil determinar qué podría haber pasado, pero Alexander Terrell, el embajador estadounidense en Turquía, estaba seguro de que Lenz había sido asesinado por bandidos kurdos.
El Outing Magazine finalmente envió a Turquía a otro famoso ciclista, William Sachtleben, para investigar las circunstancias de la desaparición de Lenz, Sachtleben había completado su propio viaje en bicicleta alrededor del mundo en 1892, junto con su amigo Thomas Allen. Navegó a Europa en marzo de 1895, y viajó a Erzurum, teniendo que falsificar documentos para obtener acceso al Kurdistán.
En Erzurum, Sachtleben se enteró de que Lenz de alguna manera había insultado a un notorio jefe kurdo al pasar por un pequeño pueblo. Los kurdos entonces aparentemente le tendieron una emboscada y lo asesinaron, enterrando su cuerpo en la orilla de un río.
El bandido kurdo fue acusado y condenado por las autoridades turcas, pero ya había huido. Algunos de los lugareños armenios que habían ayudado a Sachtleben a descubrir el destino de Lenz también fueron encarcelados, un par de ellos murieron en prisión. Eventualmente, unos ocho años después de su muerte, tras la presión diplomática de los Estados Unidos, el gobierno turco acordó pagar una compensación de 7500 dólares a la madre de Lenz.